# B-Sides and Rarities (álbum de Beach House)
B-Sides and Rarities é um álbum de compilação da dupla americana de dream pop Beach House, lançado em 30 de junho de 2017 pela Sub Pop na América do Norte, Bella Union na Europa e Mistletone Records na Austrália. A coletânea contém lados B, versões raras e inéditas de canções incluídas nos discos antecessores, juntamente com duas novas músicas, "Chariot" e "Baseball Diamond". B-Sides and Rarities inclui ainda um cover de "Play the Game" do Queen.

## Antecedentes
A ideia de um disco B-sides surgiu quando a dupla notou quantas músicas que não eram divulgadas foram feitas e o quão difícil era encontrar e ouvir muitas delas. Esta compilação contém todas as músicas que eles fizeram que não estão em nenhum de seus discos. A música mais antiga é "Rain in Numbers", que foi gravada em 2005 durante a formação do Beach House. "Não tínhamos um piano, então perguntamos ao nosso amigo se poderíamos usar o dele, que estava bem desafinado. Usamos o microfone que estava na máquina de quatro canais para gravar o piano e os vocais. Originalmente, era a música secreta do nosso debut de estreia autointitulado". As próximas músicas são do final de 2008. A dupla relatou que estava "tão animada" com "Used to Be" que a gravaram logo depois de escrever para que pudessem tê-la como um single de 7" para sua turnê de outono com o Baltimore Round Robin. Eles gravaram seu cover de "Play the Game" do Queen na mesma sessão. O motivo por trás disto é para uma compilação beneficente em benefício da pesquisa sobre AIDS, afirmando que eles "continuarão a doar todos os lucros da música para essa instituição de caridade. Como fãs do Queen, pensamos que seria divertido e ridículo tentar adaptar sua poderosa música pop para o nosso reino. Essas músicas foram gravadas no mesmo estúdio onde fizemos Devotion".
"Baby" foi escrita e gravada em outubro de 2009 com o amigo deles Jason Quever. "10 Mile Stereo" foi criada durante a sessão Teen Dream em julho de 2009, "já que usamos fita, muitas vezes diminuímos a velocidade dela para criar efeitos durante a gravação. Quando estávamos fazendo isso para a cabeça, decidimos que queríamos fazer uma versão alternativa onde a música inteira fosse desacelerada, daí surgiu "10 Mile Stereo (Cough Syrup Remix)". "White Moon" e "The Arrangement" foram ambas músicas que a dupla não acreditava que se encaixava em Teen Dream. A primeira apareceu originalmente no EP ao vivo do Beach House: iTunes Session. Já que a gravação e a mixagem "muito às pressas", eles transformaram para combinar melhor com sua "estética atual". Eles também remixaram e incluíram a versão de "Norway" que fizeram na mesma sessão, observando: "a principal razão pela qual queríamos incluir "Norway" é que ela apresenta uma ponte muito diferente da versão original".
"I Do Not Care for the Winter Sun" foi composta e teve a sua gravação realizada em 2010 durante um intervalo entre as turnês depois que o Beach House se sentiu "incrivelmente grato" aos seus fãs, e foi lançada gratuitamente na internet, sem masterização. Eles declararam que a música agora estava masterizada para o álbum. "Wherever You Go" é outra música daquela época. A banda disse que "sempre amou", mas achou que soava muito parecida com suas músicas antigas. Eles pararam de escrevê-la e não a terminaram até 2011 durante a produção de Bloom, onde apareceu como uma faixa escondida no disco. "Equal Mind" também foi gravada durante as sessões desse álbum. Eles disseram que "realmente gostaram dessa música", mas a retiraram do disco quando perceberam que tinha "exatamente o mesmo andamento" de "Other People". Na época de Bloom a dupla foi levada a letra de "Saturn Song". Esta canção é construída em um loop de piano que a banda escreveu durante a gravação do disco e também contém sons gravados no espaço profundo. Apareceu originalmente em uma compilação de músicas incorporando sons do espaço sideral, lançada em 2014.

## Conteúdo
A compilação contém 14 faixas — doze das quais foram lançadas anteriormente, mas eram "em outras boas versões". "Chariot" e "Baseball Diamond" são as únicas inéditas. Ambas foram gravadas durante as sessões de produção dos álbuns Depression Cherry e Thank Your Lucky Stars (2015). "Baby", "The Arrangement" e "10 Mile Stereo" (remix de Cough Syrup) foram lançadas como lados B do single de 2010 da dupla, "Zebra", com a primeira também sendo incluída como lado B de "Norway" e como faixa bônus do iTunes para o álbum do single, Teen Dream (2010). "Equal Mind" foi lançada como B-side de "Lazuli", o segundo single do álbum da banda, Bloom (2012). "White Moon" é uma canção divulgada no EP iTunes Session do Beach House, que também incluía uma versão de "Norway". Um remix das duas versões aparece na coletânea. "Play the Game" é um cover da banda de rock Queen que a dupla gravou em 2009 aparecendo no álbum de compilação de vários artistas Dark Was the Night. "Saturn Song" foi lançado em 2014 como uma contribuição da dupla para o The Space Project, outra coletânea com outras pessoas, lançado pela Lefse Records. "Rain in Numbers" e "Wherever You Go" são as faixas ocultas que apareceram no final das faixas de encerramento do debut do Beach House e Bloom, respectivamente. "I Do Not Care for the Winter Sun" é uma música natalina que eles divulgaram pela internet em 2010.

## Lançamento
O álbum foi lançado em 30 de junho de 2017 pela Sub Pop na América, Bella Union no Reino Unido e Mistletone na Austrália em CD, LP, videocassete e também para download digital. Foi disponibilizado para pré-venda em 17 de maio de 2017, e foi acompanhado pelo lançamento de "Chariot", que foi carregado no canal oficial do Beach House no YouTube um dia depois.

## Recepção
No agregador Metacritic o álbum tem uma classificação normalizada de 100 às avaliações dos críticos, o álbum recebeu uma pontuação média de 75, com base em 9 avaliações, indicando "avaliações geralmente favoráveis". A AllMusic relatou que "B-Sides and Rarities aponta as semelhanças e diferenças na música do Beach House ao longo dos anos, mesmo que suas faixas não estejam em ordem cronológica", acrescentando que é "uma coleção que é adorável por si só e, à sua maneira, é tão representativa da carreira da dupla quanto um best-of tradicional seria". O crítico Martin Townsend escrevendo para o tablóide Daily Express o chamou de melhor álbum da semana, ao mesmo tempo em que afirmou que as músicas "pintam um quadro fascinante de um duo construindo lentamente a partir da delicadeza de faixas anteriores". Drowned in Sound conclui que "o que falta ao disco em atmosfera, ele mais do que compensa em explosões discretas de qualidade".Landon MacDonald para o Pretty Much Amazing considerou que Beach House "pode estar limpando o convés antes de um grande acordo com uma gravadora, ou uma mudança no som, ou um próximo passo na banda, mas ainda não ouvi uma música fraca da dupla, espero mais do próximo lançamento".
A revista Paste diz que "B-Sides and Rarities é uma coleção que abrange toda a carreira, mas o som do Beach House permaneceu tão consistente que, sem as extensas notas da banda, é quase impossível adivinhar quais músicas vêm de qual época", e que: "Não há nada remotamente ruim aqui, mas também não há nada que faça a dupla se iluminar ou se afastar muito do brilho caloroso de seu som característico. Nada extravagante, auto indulgente ou atipico". Under the Radar descreveu: "este é o típico álbum de lados B e raridades. Felizmente, os lados B da dupla são equivalentes aos lados A da maioria das bandas, mas ainda fica aquém", concluindo que "no final das contas, esta coletânea de lados B e raridades inclui algum material intrigante que manterá os fãs entretidos até o próximo lançamento". Sasha Geffen da Pitchfork escreveu: "É uma prova da consistência do duo que B-Sides and Rarities toca quase tão suavemente quanto qualquer outro álbum da discografia do Beach House, embora uma dessas faixas - espalhadas não cronologicamente por uma hora de reprodução - tenha mais de uma década".

## Desempenho nas tabelas musicais
| Paradas (2017–2020)                           | Pico |
| --------------------------------------------- | ---- |
| Bélgica (Ultratop Flandres)                   | 159  |
| Espanha (PROMUSICAE)                          | 79   |
| Reino Unido (UK Independent Albums Chart)     | 26   |
| Estados Unidos (Billboard 200)                | 137  |
| Estados Unidos (Top Alternative Albums)       | 17   |
| Estados Unidos (Billboard Independent Albums) | 5    |
| Estados Unidos (Top Rock Albums)              | 27   |

## Lista de faixas
Todas as canções escritas por Victoria Legrand e Alex Scally, exceto quando é notificado com parênteses.
1. "Chariot" – 5:16
  - Canção inédita feita durantes as gravações do Depression Cherry e Thank Your Lucky Stars que não foi lançada (2015)
2. "Baby" – 3:02
  - B-side to "Zebra" (2010)
3. "Equal Mind" – 3:43
  - Lado B de "Lazuli" (2012)
4. "Used to Be" (2008 versão single) – 4:06
  - Versão single não lançada da faixa do Teen Dream (2010)
5. "White Moon" (iTunes Session Remix) – 4:07
  - Gravação ao vivo tirada do EP iTunes Session  da banda (2010)
6. "Baseball Diamond" – 4:36
  - Faixa criada durante as gravações do Depression Cherry e Thank Your Lucky Stars que não foi incluída em ambos os álbuns (2015)
7. "Norway" (iTunes Session Remix) – 3:16
  - Gravação ao vivo tirada do EP iTunes Session EP da banda de uma faixa homônima do Teen Dream (2010)
8. "Play the Game" (Freddie Mercury) – 4:18
  - Cover da música da banda Queen que anteriormente estava na coletânea Dark Was the Night (2009)
9. "The Arrangement" – 5:05
  - B-side de "Zebra" (2010)
10. "Saturn Song" – 4:31
  - Faixa retirada do The Space Project (2014)
11. "Rain in Numbers" – 2:27
  - Canção oculta do debut da dupla (2006)
12. "I Do Not Care for the Winter Sun" – 3:11
  - Música de natal lançada esporadicamente em 2010
13. "10 Mile Stereo" (Cough Syrup Remix) – 5:31
  - Versão alternativa da faixa homônima do Teen Dream (2010), relançada como b-side de "Zebra"
14. "Wherever You Go" – 3:27
  - Música oculta de Bloom (2012)